# 尼思足球俱樂部
尼思足球俱樂部（英語：Neath Football Club'）是威爾士的一家職業足球俱樂部。位於尼思。由兩家俱樂部合併而組建，但球隊已於2012年解散。

## 外部連結
- Neath FC official website